# Draft 2023 de la NBA
2022 2024
La draft 2023 de la NBA est la 77e draft annuelle de la National Basketball Association (NBA), se déroulant en amont de la saison 2023-2024. Elle se déroule le 22 juin 2023 au Barclays Center de Brooklyn.
La draft de la NBA est un événement annuel où les joueurs des universités ayant au moins 18 ans le jour de la draft et ayant quitté le lycée depuis au minimum 1 an sont choisis pour jouer dans une équipe professionnelle de la National Basketball Association (NBA). Les joueurs étrangers de plus de 18 ans sont, eux aussi, éligibles.
La loterie annuelle a lieu le 16 mai et la Draft Combine se déroule du 15 au 21 mai à Chicago. La loterie pour désigner la franchise qui choisit en première un joueur, consiste en une loterie pondérée : parmi les équipes non qualifiées en playoffs, les chances de remporter le premier choix sont de 14 % pour les trois plus mauvaises équipes, et de 0,5 % pour la « moins mauvaise », où chaque équipe se voit confier aléatoirement 140 à 5 combinaisons différentes.
Victor Wembanyama est sélectionné en premier choix par les Spurs de San Antonio, en provenance des Metropolitans 92. Il est le premier Français de l'histoire de la NBA à être sélectionné en premier choix. Il remporte également le titre de NBA Rookie of the Year, à l'unanimité, à l'issue de la saison.

## Règles d'éligibilité
La draft est menée en vertu des règles d'admissibilité établies dans la nouvelle convention collective de 2011, désignée sous le terme de Collective Bargaining Agreement ou CBA. Cette convention est signée entre la ligue et le syndicat des joueurs. Le CBA qui a mis fin au lock-out de 2011 n'a institué aucun changement immédiat à la draft, mais a appelé à un comité de propriétaires et de joueurs pour discuter des changements à venir. À partir de 2012, les règles d'admissibilité de base pour la draft sont listées ci-dessous :
- Tous les joueurs repêchés (draftés) doivent avoir au moins 19 ans au cours de l'année civile de la draft. En termes de dates, les joueurs admissibles doivent être nés avant le 31 décembre 2004[4].
- Tout joueur qui n'est pas un « joueur international », tel que défini par le CBA, doit être retiré au moins un an de sa classe de lycée[4]. Le CBA définit les « joueurs internationaux » comme des joueurs qui ont résidé de manière permanente en dehors des États-Unis pendant trois ans avant la draft, qui n'ont pas terminé l'école secondaire aux États-Unis, et n'ont jamais été inscrits dans un collège ou une université américaine[4].

L'exigence de base pour l'admissibilité automatique pour un joueur américain est l'achèvement de son admissibilité universitaire. Les joueurs qui répondent à la définition du CBA des « joueurs internationaux » sont automatiquement admissibles si leur 22e anniversaire tombe pendant l'année civile de la draft (c'est-à-dire nés avant le 31 décembre 2000). Les joueurs américains qui ont arrêté au moins un an leurs études secondaires et qui ont joué au basket-ball dans les ligues mineures avec une équipe en dehors de la NBA sont également automatiquement admissibles.
Un joueur qui n'est pas automatiquement admissible doit déclarer son éligibilité pour la draft en informant les bureaux NBA par écrit au plus tard 60 jours avant la draft. Selon les règles de la NCAA, les joueurs ont seulement jusqu'en avril pour se retirer de la draft et de maintenir leur admissibilité universitaire.
Un joueur qui a embauché un agent perd son admissibilité pour les années universitaires restantes. En outre, le CBA permet à un joueur de se retirer de la draft à deux reprises.

## Candidats

### Joueurs universitaires
| Légende du statut d'un joueur universitaire - Freshman : 1re année - Sophomore : 2e année - Junior : 3e année - Senior : 4e année | Lexique des postes - G : meneur - arrière - F : ailier - ailier fort - C : pivot |

#### Underclassement: joueurs qui n’ont pas l’âge pour être automatiquement éligibles
- Marcus Bagley, F, Arizona State (junior)
- Amari Bailey – G, UCLA (freshman)
- Emoni Bates – F, Eastern Michigan (sophomore)
- Charles Bediako – C, Alabama (sophomore)
- Anthony Black – G, Arkansas (freshman)
- Kobe Bufkin – G, Michigan (sophomore)
- Jaylen Clark – G, UCLA (junior)
- Noah Clowney – F, Alabama (freshman)
- Ricky Council IV – G, Arkansas (junior)
- Gradey Dick – G, Kansas (freshman)
- Alex Fudge - F, Floride (sophomore)
- Keyonte George – G, Baylor (freshman)
- Wendell Green Jr. – G, Auburn (junior)
- Mouhamed Gueye – F, Washington State (sophomore)
- Jordan Hawkins – G, Connecticut (sophomore)
- Taylor Hendricks – F, UCF (freshman)
- Jalen Hood-Schifino – G, Indiana (freshman)
- Jett Howard – F, Michigan (freshman)
- Andre Jackson Jr. – F, Connecticut (junior)
- G. G. Jackson – F, Caroline du Sud (freshman)
- Colby Jones – G, Xavier (junior)
- Maxwell Lewis – F, Pepperdine (sophomore)
- Dereck Lively II – C, Duke (freshman)
- Chris Livingston – F, Kentucky (freshman)
- Mike Miles Jr. – G, TCU (junior)
- Brandon Miller – F, Alabama (freshman)
- Kris Murray – F, Iowa (junior)
- Julian Phillips – F, Tennessee (freshman)
- Brandin Podziemski – G, Santa Clara (sophomore)
- Justin Powell – G, Washington State (junior)
- Olivier-Maxence Prosper – F, Marquette (junior)
- Adama Sanogo - F, Connecticut (junior)
- Brice Sensabaugh - F, Ohio State (freshman)
- Nick Smith Jr. – G, Arkansas (freshman)
- Terquavion Smith – G, North Carolina State (sophomore)
- Julian Strawther - F, Gonzaga (junior)
- Ąžuolas Tubelis – F, Arizona (junior)
- Jarace Walker – F, Houston (freshman)
- Cason Wallace – G, Kentucky (freshman)
- Jordan Walsh – F, Arkansas (freshman)
- Dariq Whitehead – F, Duke (freshman)
- Cam Whitmore – F, Villanova (freshman)
- Jalen Wilson – G, Kansas (junior)
- Tyrese Wineglass – G, Southwestern Adventist (junior)

#### Joueurs qui ont passé leurs quatre années universitaires
"Redshirt" fait référence aux joueurs qui ont eu le statut redshirt durant la saison 2022-2023, ils n'ont pas participé à une compétition pendant une année universitaire.
 "Graduate" fait référence aux joueurs qui ont été transférés diplômés en 2022-2023.
- Kaodirichi Akobundu-Ehiogu - F, Memphis (redshirt)
- Damezi Anderson Jr. - F, Detroit (graduate)
- Chase Audige - G, Northwestern (graduate)
- Grant Basile - F, Virginia Tech
- Manny Bates - C, Butler
- Damion Baugh - G, TCU
- Kobe Brown – G, Missouri
- Toumani Camara – F, Dayton
- Tyger Campbell – G, UCLA
- Yuri Collins – G, St. Louis
- Alou Dillon – G, Purdue-Northwest
- / Tosan Evbuomwan – F, Princeton
- Adam Flagler – G, Baylor (redshirt)
- Armaan Franklin – G, Virginie
- Myron Gardner – F, Arkansas Little Rock
- De'Vion Harmon – G, Texas Tech
- Joey Hauser – F, Michigan State
- Trayce Jackson-Davis – C, Indiana
- /  Jaime Jaquez Jr. – G/F, UCLA
- Keyontae Johnson - F, Kansas State
- Jackson Kenyon – F, Miami
- Seth Lundy - G, Penn State
- Demetrius Mims – G, Gannon University Athletics
- Omari Moore – G, San Jose State
- Landers Nolley II – F, Cincinnati
- Jack Nunge – F, Xavier
- Nick Ongenda – C, DePaul
- Uroš Plavšić – C, Tennessee
- Terry Roberts – G, Géorgie
- Marcus Sasser – G, Houston
- Ben Sheppard  – G, Belmont
- Grant Sherfield – G, Oklahoma
- Dontrell Shuler – G, California State - San Bernardino
- Malachi Smith – G, Gonzaga
- Justice Sueing – F, Ohio State (redshirt)
- Drew Timme – C, Gonzaga
- Jacob Toppin – F, Kentucky
- Oscar Tshiebwe – F, Kentucky
- Tyler Willoughby – G, Voorhees
- Isaiah Wong – G, Miami

### Autres
- Sidy Cissoko – G, NBA G League Ignite (NBA G League)
- Scoot Henderson – G, NBA G League Ignite (NBA G League)
- / Mojave King – G, NBA G League Ignite (NBA G League)
- Leonard Miller – F, NBA G League Ignite (NBA G League)
- Amen Thompson – G, City Reapers (Overtime Elite)
- Ausar Thompson – G, City Reapers (Overtime Elite)

### Joueurs internationaux
La citoyenneté n'est pas un critère pour déterminer si un joueur est "international" sous le CBA.
Pour qu'un joueur soit "international" sous le CBA, il doit répondre à tous les critères suivants :
- Résident à l'extérieur des États-Unis depuis au moins trois ans au moment de la draft.
- N'a pas terminé son cursus universitaire.
- N'a jamais été inscrit dans une université américaine.

Les joueurs qui remplissent le critère de "joueur international" sont automatiquement éligibles s'ils répondent à n'importe quel critère suivant :
- Ils ont/auront 22 ans durant l'année civile de la draft. Ainsi, pour cette draft, les joueurs nés entre le 1er janvier et le 31 décembre 2001 sont automatiquement éligibles comme le Français Malcolm Cazalon.
- Ils ont signé un contrat avec une équipe professionnelle dans le monde, hors NBA, et ont joué sous ce contrat.

- Bilal Coulibaly – G/F, Metropolitans 92 (France)
- /  Nadir Hifi – G, ESSM Le Portel (France)
- James Nnaji – C, FC Barcelona (Espagne)
- Rayan Rupert – G, New Zealand Breakers (Australie)
- Marcio Santos – C, Franca São Paulo (Brésil)
- Enzo Shahrvin – F, Élan béarnais Pau-Lacq-Orthez (France)
- Tristan Vukčević – F/C, Partizan Belgrade (Serbie)
- Victor Wembanyama – F/C, Metropolitans 92 (France)

## Loterie de la draft
Les 14 premiers choix de la draft appartiennent aux équipes qui ont raté les playoffs NBA, aussi appelés séries éliminatoires par les francophones d'Amérique du Nord. L'ordre a été déterminé par un tirage au sort. La loterie (lottery) a déterminé les quatre équipes qui obtiennent les quatre premiers choix de la draft (et leur ordre de choix). Les choix de premier tour restant et les choix du deuxième tour sont affectés aux équipes dans l'ordre inverse de leur bilan victoires-défaites lors de la saison 2022-2023. La loterie de la draft se déroule le 16 mai 2023.
Ci-dessous les chances de chaque équipe pour la loterie de la draft 2023.
| ^ | Signale le résultat de la loterie |

| Équipe                          | Bilan 2022-2023 | Place après la loterie | Chances d'avoir la loterie | Choix | Choix | Choix | Choix | Choix | Choix | Choix | Choix | Choix | Choix | Choix | Choix | Choix | Choix |
| Équipe                          | Bilan 2022-2023 | Place après la loterie | Chances d'avoir la loterie | 1er   | 2e    | 3e    | 4e    | 5e    | 6e    | 7e    | 8e    | 9e    | 10e   | 11e   | 12e   | 13e   | 14e   |
| ------------------------------- | --------------- | ---------------------- | -------------------------- | ----- | ----- | ----- | ----- | ----- | ----- | ----- | ----- | ----- | ----- | ----- | ----- | ----- | ----- |
| Pistons de Détroit              | 17-65           | 5e                     | 140                        | 14,0  | 13,4  | 12,7  | 12,0  | 47,9  | —     | —     | —     | —     | —     | —     | —     | —     | —     |
| Rockets de Houston              | 22-60           | 4e                     | 140                        | 14,0  | 13,4  | 12,7  | 12,0  | 27,8  | 20,0  | —     | —     | —     | —     | —     | —     | —     | —     |
| Spurs de San Antonio            | 22-60           | 1er                    | 140                        | 14,0  | 13,4  | 12,7  | 12,0  | 14,8  | 26,0  | 7,0   | —     | —     | —     | —     | —     | —     | —     |
| Hornets de Charlotte            | 27-55           | 2e                     | 125                        | 12,5  | 12,2  | 11,9  | 11,5  | 7,2   | 25,7  | 16,8  | 2,2   | —     | —     | —     | —     | —     | —     |
| Trail Blazers de Portland       | 33-49           | 3e                     | 105                        | 10,5  | 10,5  | 10,6  | 10,5  | 2,2   | 19,6  | 26,7  | 8,7   | 0,6   | —     | —     | —     | —     | —     |
| Magic d'Orlando                 | 34-48           | 6e                     | 90                         | 9,0   | 9,2   | 9,4   | 9,6   | —     | 8,6   | 29,7  | 20,6  | 3,7   | 0,2   | —     | —     | —     | —     |
| Pacers de l'Indiana             | 35-47           | 7e                     | 68                         | 6,8   | 7,1   | 7,5   | 7,9   | —     | —     | 19,7  | 35,6  | 13,8  | 1,4   | <0,1  | —     | —     | —     |
| Wizards de Washington           | 35-47           | 8e                     | 67                         | 6,7   | 7,0   | 7,4   | 7,8   | —     | —     | —     | 32,9  | 31,1  | 6,6   | 0,4   | <0,1  | —     | —     |
| Jazz de l'Utah                  | 37-45           | 9e                     | 45                         | 4,5   | 4,8   | 5,2   | 5,7   | —     | —     | —     | —     | 50,7  | 25,9  | 3,0   | 0,1   | <0,1  | —     |
| Mavericks de Dallas             | 38-44           | 10e                    | 30                         | 3,0   | 3,3   | 3,6   | 4,0   | —     | —     | —     | —     | —     | 65,9  | 19,0  | 1,2   | <0,1  | <0,1  |
| Bulls de Chicago                | 40-42           | 11e                    | 18                         | 1,8   | 2,0   | 2,2   | 2,5   | —     | —     | —     | —     | —     | —     | 77,6  | 13,5  | 0,4   | <0,1  |
| Thunder d'Oklahoma City         | 40-42           | 12e                    | 17                         | 1,7   | 1,9   | 2,1   | 2,4   | —     | —     | —     | —     | —     | —     | —     | 85,2  | 6,7   | <0,1  |
| Raptors de Toronto              | 41-41           | 13e                    | 10                         | 1,0   | 1,1   | 1,2   | 1,4   | —     | —     | —     | —     | —     | —     | —     | —     | 92,9  | 2,3   |
| Pelicans de La Nouvelle-Orléans | 42-40           | 14e                    | 5                          | 0,5   | 0,6   | 0,6   | 0,7   | —     | —     | —     | —     | —     | —     | —     | —     | —     | 97,6  |

## Draft

### Légende
| ^ | Signale un joueur qui a été intronisé au Basketball Hall of Fame                                                                |
| * | Signale un joueur qui a été sélectionné pour au moins un match annuel NBA All-Star Game et une récompense annuelle All-NBA Team |
| + | Signale un joueur qui a été sélectionné pour au moins un match annuel NBA All-Star Game                                         |
| x | Signale un joueur qui a été sélectionné pour au moins une récompense annuelle All-NBA Team                                      |
| R | Signale le joueur qui a remporté le titre de NBA Rookie of the Year                                                             |

### Premier tour
| Choix | Nom                     | Position | Nationalité           | Équipe                                                         | Provenance                     |
| ----- | ----------------------- | -------- | --------------------- | -------------------------------------------------------------- | ------------------------------ |
| 1     | Victor Wembanyama R     | F/C      | France                | Spurs de San Antonio                                           | Metropolitans 92 (France)      |
| 2     | Brandon Miller          | F        | États-Unis            | Hornets de Charlotte                                           | Crimson Tide de l'Alabama      |
| 3     | Scoot Henderson         | G        | États-Unis            | Trail Blazers de Portland                                      | NBA G League Ignite (G League) |
| 4     | Amen Thompson           | G        | États-Unis            | Rockets de Houston                                             | City Reapers (Overtime Elite)  |
| 5     | Ausar Thompson          | G/F      | États-Unis            | Pistons de Détroit                                             | City Reapers (Overtime Elite)  |
| 6     | Anthony Black           | G        | États-Unis            | Magic d'Orlando                                                | Razorbacks de l'Arkansas       |
| 7     | Bilal Coulibaly         | F        | France                | Pacers de l'Indiana (transféré à Washington)                   | Metropolitans 92 (France)      |
| 8     | Jarace Walker           | F        | États-Unis            | Wizards de Washington (transféré à Indiana)                    | Cougars de Houston             |
| 9     | Taylor Hendricks        | F        | États-Unis            | Jazz de l'Utah                                                 | Knights de l'UCF               |
| 10    | Cason Wallace           | G        | États-Unis            | Mavericks de Dallas (transféré à Oklahoma City)                | Wildcats du Kentucky           |
| 11    | Jett Howard             | F        | États-Unis            | Magic d'Orlando (de Chicago)                                   | Wolverines du Michigan         |
| 12    | Dereck Lively II        | C        | États-Unis            | Thunder d'Oklahoma City (transféré à Dallas)                   | Blue Devils de Duke            |
| 13    | Gradey Dick             | G        | États-Unis            | Raptors de Toronto                                             | Jayhawks du Kansas             |
| 14    | Jordan Hawkins          | G        | États-Unis            | Pelicans de La Nouvelle-Orléans                                | Huskies du Connecticut         |
| 15    | Kobe Bufkin             | G        | États-Unis            | Hawks d'Atlanta                                                | Wolverines du Michigan         |
| 16    | Keyonte George          | G        | États-Unis            | Jazz de l'Utah (de Minnesota)                                  | Bears de Baylor                |
| 17    | Jalen Hood-Schifino     | G        | États-Unis            | Lakers de Los Angeles                                          | Hoosiers de l'Indiana          |
| 18    | Jaime Jaquez Jr.        | F        | États-Unis Mexique    | Heat de Miami                                                  | Bruins de l'UCLA               |
| 19    | Brandin Podziemski      | G        | États-Unis            | Warriors de Golden State                                       | Broncos de Santa Clara         |
| 20    | Cam Whitmore            | F        | États-Unis            | Rockets de Houston (de L.A. Clippers)                          | Wildcats de Villanova          |
| 21    | Noah Clowney            | F        | États-Unis            | Nets de Brooklyn (de Phoenix)                                  | Crimson Tide de l'Alabama      |
| 22    | Dariq Whitehead         | F        | États-Unis            | Nets de Brooklyn                                               | Blue Devils de Duke            |
| 23    | Kris Murray             | F        | États-Unis            | Trail Blazers de Portland (de New York)                        | Hawkeyes de l'Iowa             |
| 24    | Olivier-Maxence Prosper | F        | Canada                | Kings de Sacramento (transféré à Dallas)                       | Golden Eagles de Marquette     |
| 25    | Marcus Sasser           | G        | États-Unis            | Grizzlies de Memphis (transféré à Détroit)                     | Cougars de Houston             |
| 26    | Ben Sheppard            | G        | États-Unis            | Pacers de l'Indiana (de Cleveland)                             | Bruins de Belmont              |
| 27    | Nick Smith Jr.          | G        | États-Unis            | Hornets de Charlotte (de Denver via New York et Oklahoma City) | Razorbacks de l'Arkansas       |
| 28    | Brice Sensabaugh        | F        | États-Unis            | Jazz de l'Utah (de Philadelphie via Brooklyn)                  | Buckeyes d'Ohio State          |
| 29    | Julian Strawther        | F        | États-Unis Porto Rico | Pacers de l'Indiana (de Boston)                                | Bulldogs de Gonzaga            |
| 30    | Kobe Brown              | F        | États-Unis            | Clippers de Los Angeles (de Milwaukee via Houston)             | Tigers du Missouri             |

### Deuxième tour
| Choix                                      | Nom                  | Position | Nationalité                 | Équipe                                                                                  | Provenance                       |
| ------------------------------------------ | -------------------- | -------- | --------------------------- | --------------------------------------------------------------------------------------- | -------------------------------- |
| 31                                         | James Nnaji          | C        | Nigeria Espagne             | Pistons de Détroit (de Boston. Transféré à Charlotte)                                   | FC Barcelone (Espagne)           |
| 32                                         | Jalen Pickett        | G        | États-Unis                  | Pacers de l'Indiana (de Houston. Transféré à Denver)                                    | Nittany Lions de Penn State      |
| 33                                         | Leonard Miller       | F        | Canada                      | Spurs de San Antonio (transféré à Minnesota)                                            | NBA G League Ignite (G League)   |
| 34                                         | Colby Jones          | G        | États-Unis                  | Hornets de Charlotte (de Charlotte via Philadelphie et Atlanta. Transféré à Sacramento) | Musketeers de Xavier             |
| 35                                         | Julian Phillips      | F        | États-Unis                  | Celtics de Boston (de Portland. Transféré à Chicago)                                    | Volunteers du Tennessee          |
| 36                                         | Andre Jackson Jr.    | G        | États-Unis                  | Magic d'Orlando (transféré à Milwaukee)                                                 | Huskies du Connecticut           |
| 37                                         | Hunter Tyson         | G        | États-Unis                  | Thunder d'Oklahoma City (de Washington via La Nouvelle-Orléans)                         | Tigers de Clemson                |
| 38                                         | Jordan Walsh         | F        | États-Unis                  | Kings de Sacramento (d'Indiana. Transféré à Boston)                                     | Razorbacks de l'Arkansas         |
| 39                                         | Mouhamed Gueye       | F        | Sénégal                     | Hornets de Charlotte (de Utah via New York. Transféré à Boston)                         | Cougars de Washington State      |
| 40                                         | Maxwell Lewis        | F        | États-Unis                  | Nuggets de Denver (de Dallas via Oklahoma City et Indiana)                              | Waves de Pepperdine              |
| 41                                         | Amari Bailey         | G        | États-Unis                  | Hornets de Charlotte (de Oklahoma City via New York et Boston)                          | Bruins de l'UCLA                 |
| 42                                         | Tristan Vukčević     | F/C      | Serbie                      | Wizards de Washington (de Chicago via L.A. Lakers et Washington)                        | Partizan Belgrade (Serbie)       |
| 43                                         | Rayan Rupert         | G        | France                      | Trail Blazers de Portland (d'Atlanta)                                                   | New Zealand Breakers (Australie) |
| 44                                         | Sidy Cissoko         | G/F      | France                      | Spurs de San Antonio (de Toronto)                                                       | NBA G League Ignite (G League)   |
| 45                                         | G. G. Jackson        | PF/C     | États-Unis                  | Grizzlies de Memphis (de Minnesota)                                                     | Gamecocks de la Caroline du Sud  |
| 46                                         | Seth Lundy           | G        | États-Unis                  | Hawks d'Atlanta (de La Nouvelle-Orléans)                                                | Nittany Lions de Penn State      |
| 47                                         | Mojave King          | G        | Nouvelle-Zélande États-Unis | Pacers de l'Indiana (de L.A. Lakers)                                                    | NBA G League Ignite (G League)   |
| 48                                         | Jordan Miller        | F        | États-Unis                  | Clippers de Los Angeles                                                                 | Hurricanes de Miami              |
| 49                                         | Emoni Bates          | G/F      | États-Unis                  | Cavaliers de Cleveland (de Golden State via Utah et La Nouvelle-Orléans)                | Eagles d'Eastern Michigan        |
| 50                                         | Keyontae Johnson     | F        | États-Unis                  | Thunder d'Oklahoma City (de Miami)                                                      | Wildcats de Kansas State         |
| 51                                         | Jalen Wilson         | F        | États-Unis                  | Nets de Brooklyn                                                                        | Jayhawks du Kansas               |
| 52                                         | Toumani Camara       | F        | Belgique                    | Suns de Phoenix                                                                         | Flyers de Dayton                 |
| 53                                         | Jaylen Clark         | G        | États-Unis                  | Timberwolves du Minnesota (de New York via Charlotte)                                   | Bruins de l'UCLA                 |
| 54                                         | Jalen Slawson        | F        | États-Unis                  | Kings de Sacramento                                                                     | Paladins de Furman (en)          |
| 55                                         | Isaiah Wong          | G        | États-Unis                  | Pacers de l'Indiana (de Cleveland via Milwaukee et Détroit)                             | Hurricanes de Miami              |
| 56                                         | Tarik Biberović      | F        | Bosnie-Herzégovine Turquie  | Grizzlies de Memphis                                                                    | Fenerbahçe SK (Turquie)          |
| Bulls de Chicago (de Denver via Cleveland) |                      |          |                             |                                                                                         |                                  |
| 76ers de Philadelphie                      |                      |          |                             |                                                                                         |                                  |
| 57                                         | Trayce Jackson-Davis | PF/C     | États-Unis                  | Wizards de Washington (de Boston via Charlotte)                                         | Hoosiers de l'Indiana            |
| 58                                         | Chris Livingston     | F        | États-Unis                  | Bucks de Milwaukee                                                                      | Wildcats du Kentucky             |